# Cryptogramma brunoniana
Cryptogramma brunoniana là một loài thực vật có mạch trong họ Adiantaceae. Loài này được Wall. ex Hook. & Grev. miêu tả khoa học đầu tiên năm 1830.